# Dublanc
Dublanc är en ort i Dominica.   Den ligger i parishen Saint Peter, i den västra delen av landet, 25 km norr om huvudstaden Roseau. Dublanc ligger 91 meter över havet och antalet invånare är 423. Den ligger på ön Dominica.
Terrängen runt Dublanc är huvudsakligen kuperad, men åt nordväst är den platt. Havet är nära Dublanc åt sydväst. Runt Dublanc är det ganska glesbefolkat, med 28 invånare per kvadratkilometer. Närmaste större samhälle är Portsmouth, 7,4 km norr om Dublanc. 